# 저드 허슈
저드 허시(Judd Hirsch, 1935년 3월 15일 ~ )는 미국의 배우이다.

## 출연 작품

### 영화
- 타워 하이스트 - 시몬 역
- 아버지를 위한 노래 - 모르데키이 미들러 역
- 더 레드 로빈 - 의사 나다니엘 쉘너 역
- 포에버 - 에이브 역
- 인디펜던스 데이: 리써전스 - 줄리어스 레빈슨 역
- 와일드 오츠
- 언컷 젬스 - 구이 역

### 텔레비전
- 슈퍼리어 도넛 (미국 CBS) - 아서 역